# 徐上达
徐上達（1549年—？），字孔學，號斗南，江西廣信府永丰县人，明朝政治人物。同进士出身。

## 生平
隆慶四年（1570年）庚午科江西鄉試第三十一名舉人。万历五年（1577年）丁丑科进士。同年任南直隶嘉定县知县。調任鸡泽县知县，以憂歸，起知藁城，贬四川都司经历。

## 家族
曾祖父徐永源；祖父徐旭，壽官。父徐州。母李氏。严侍下。弟继达。